# Кавер, Евстафий Владимирович
Евстафий Владимирович Кавер (1773 — после 1844) — русский военачальник, генерал-майор.

## Биография
Родился в 1773 году в дворянской семье Лифляндской губернии. Получил начальное домашнее образование.
Вступил в военную службу вахмистром (15.09.1793), эстандарт-юнкер (1797), корнет (ВП 11.06.1799), подпоручик (ВП 1806), поручик (ВП 28.02.1809), штабс-ротмистр гвардии (ВП 13.11.1811), ротмистр гвардии за отличие в сражении при Тарутине (ВП 17.04.1813), полковник за отличие в сражении при Лейпциге (ВП 7.12.1813), генерал-майор (ВП 25.07.1820).
Проходил службу:
- в Казанском драгунском полку (15.09.1793-28.02.1809),
- адъютантом генерала от инфантерии Барклая-де-Толли (31.03.1808-после 23.11.1811),
- в Татарском уланском полку (28.02.1809-7.01.1810),
- в Кавалергардском полку (7.01.1810-13.11.1811),
- в лейб-гвардии Уланском полку (23.11.1811-27.03.1814),
- командиром Новороссийского драгунского полка (27.03.1814-25.07.1820),[2]
- состоял при начальнике 2-й драгунском дивизии (25.07.1820-6.02.1823),
- командиром 2-й бригады 2-й драгунской дивизии (6.02.1823-26.03.1831),
- назначен состоять по кавалерии (26.03.1831-27.06.1833)[3].

Уволен с военной службы был по суду 27 июня 1833 года. Вдовец по состоянию на 1830 год, дети: Елизавета, Николай, Федор, Елена, Александра.
В 1844 году, находясь в Киеве, обратился к императору Николаю I с просьбой, в результате чего получил разрешение вступить в гражданскую службу.
Дата и место смерти неизвестны.

### Участие в военных кампаниях
Е. В. Кавер участвовал в войне с Польшей в 1794 году, в русско-французских войнах 1805—1807 годов (23.01.1807 — при Анкендорфе, 25.01.1807 — при Гейсберге), в русско-шведской войне 1808—1809 годов (2.06.1808 — под Карайсом, 1809 — при переходе через Кваркен при Умео), в Отечественной войне 1812 года (под Витебском, 5-7.08.1812 — под Смоленском, 6.10.1812 — при Тарутине), в заграничных походах 1813—1815 годов (1813 — при осаде крепости Торн, под Кенигсвартом, при Байцене, при Кульме, 4-7.10.1813 — при Лейпциге, 20.01.1814 — под Бриеном) и в подавлении польского мятежа 1830—1831 годов (был предан суду за события при Курове 19.02.1831 года).

## Награды
- Награждён орденом Св. Георгия 4-й степени (№ 3624; 13 февраля 1823)[4][5].
- Также награждён российскими орденами Св. Анны 4-й степени (за отличие при переходе через пролив Кваркен при Умео — ВП 10.03.1809), Св. Владимира 4-й степени с бантом (за храбрость в сражении при Витебске — ВП 14.06.1812), Св. Анны 2-й степени (за отличие при Кульме, Монаршее благоволение за устройство полка — ВП 13.09.1816), Высочайшее благоволение (ВП 6.08.1820), Высочайшее благоволение (ВП 12.11.1828), Высочайшая благодарность (ВП 26.10.1829), Высочайшее благоволение (29, 30, 31.05.1830), Св. Владимира 3-й степени (ВП 25.06.1830), медаль «В память Отечественной войны 1812 года», медаль «За взятие Парижа» в 1814 году.
- Имел иностранные награды — прусский орден Красного Орла 3-й степени и прусский орден Pour le Mérite (№ 826, 4.08.1813, одновременно с двумя другими адъютантами Барклая-де-Толли[6]).